# Monasterio de San Pelay (Gavín)
El monasterio de San Pelay de Gavín era un monasterio medieval situado al lado de Gavín junto al barranco de Sía, en el término municipal de Biescas, comarca del Alto Gállego, provincia de Huesca, Aragón, España.
Hasta 1997 solo se sabía que fue abandonado en el siglo XI y ocupado por laicos que lo cedieron al monasterio de San Juan de la Peña en el año 1079. En el invierno de 1997 fue cuando Federico Diez Arranz, miembro de la asociación Amigos de Serrablo encontró las ruinas del monasterio.

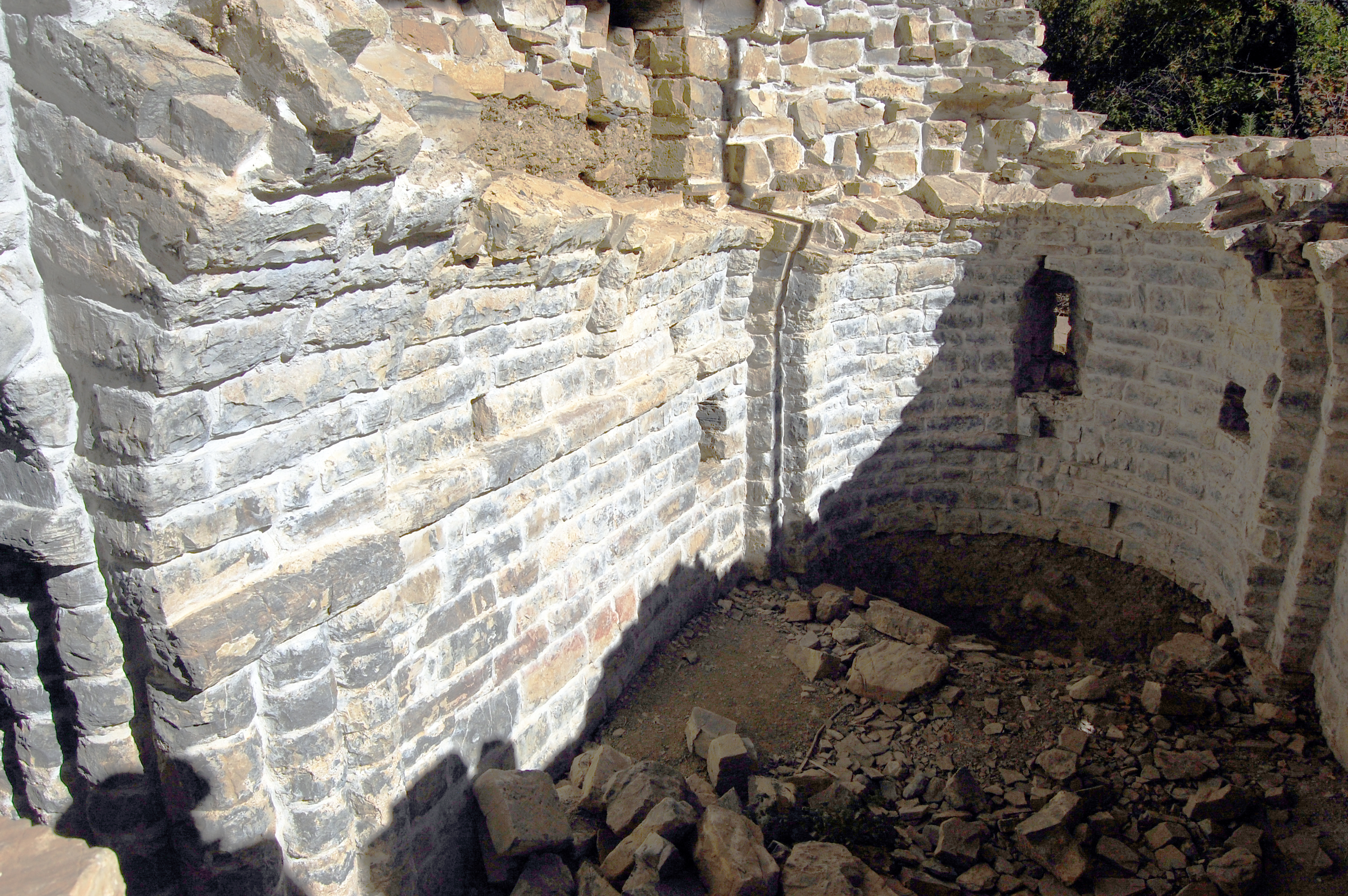
Iglesia inferior

## Acceso
Para acceder al monasterio hay que ir desde Biescas por el GR-15 hasta el cruce con el camino que baja desde Gavín, cruzar el barranco de Sía y subir por la carretera en dirección a Barbenuta. Cuando se llega al primer cruce hay que tomar el primer camino que sube a la izquierda y continuar sin dejar este camino hasta el desvío donde aparece un cartel señalando la situación del templo.
Un gran panel en cuatro idiomas (aragonés, francés, español e inglés) informa sobre su historia.
Actualmente el conjunto arqueológico está resguardado por una estructura con tejado, en un recinto cuyo acceso está prohibido a personas sin autorización.

## Interior

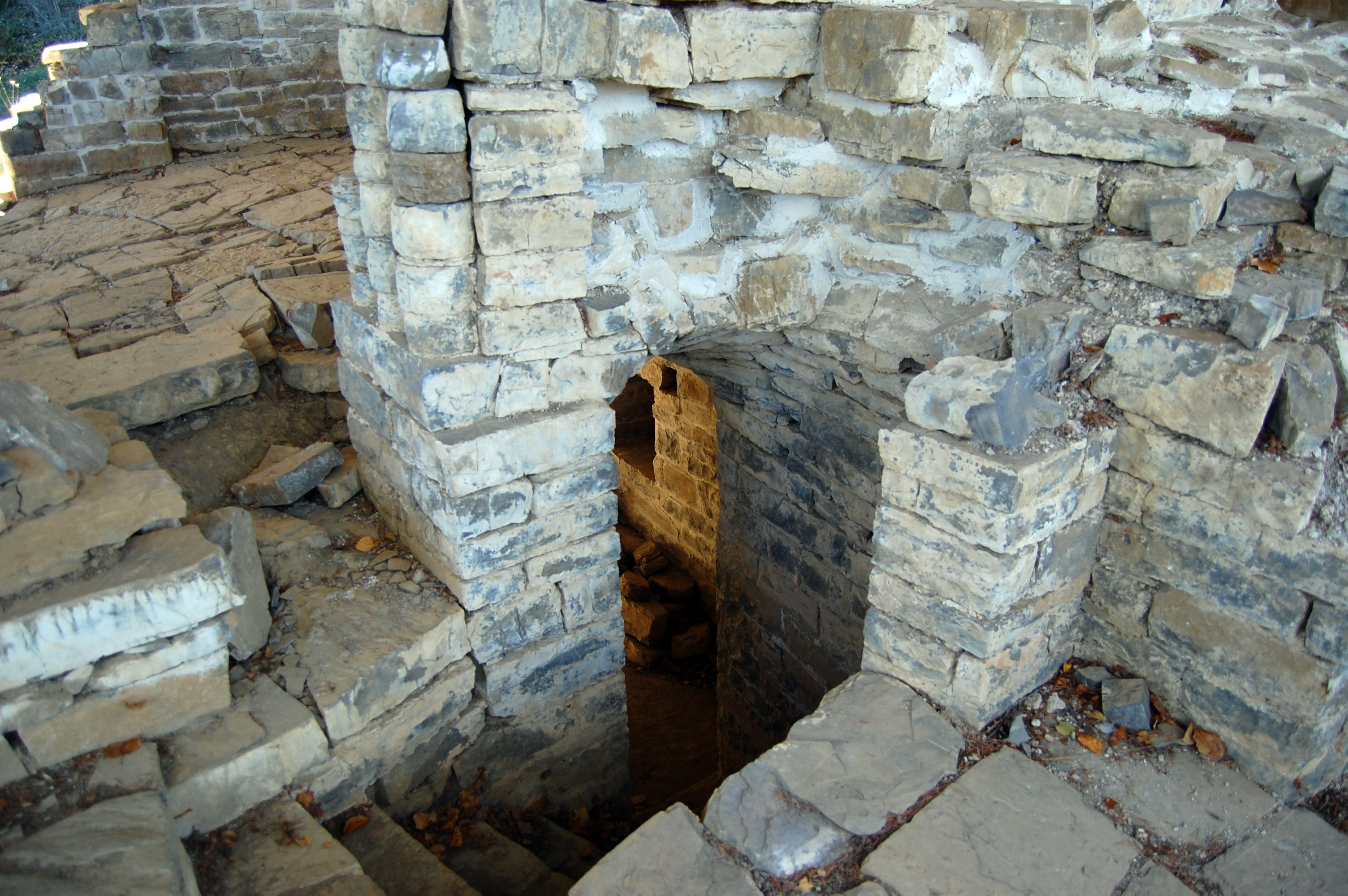
Escalera de acceso a la cripta.

De estilo mozárabe o románico tenía dos naves comunicadas entre ellas y con el exterior por un pasadizo abovedado con una escalera de caracol.
En la cabecera del monasterio hay tres ábsides, pudiendo verse todavía en el ábside sur un friso de arquillos ciegos de estilo lombardo; también se puede apreciar una pequeña ventana. En la nave central del monasterio se ve un altar, dispuestas en grupos de tres columnas cilíndricas, muy típicas del románico en el Alto Gállego.
Todavía se alza una estructura de la iglesia inferior, a la cual se accede a través de un pasadizo abovedado que se halla bajo la nave central, por lo que parece que esta era una cripta y había otra nave encima al estilo como la que se encuentra en Samitier. La nave se comunica con el pasadizo por una puerta con arco de medio punto peraltado. 
El pasadizo está abovedado con vuelta de cañón y pasa por debajo de la nave central del monasterio, permitiendo el acceso desde la nave norte. En el extremo norte del pasadizo hay dos escaleras de caracol que lo comunican con la parte superior.